# Jember (kabupatenhuvudort i Indonesien)
Jember är en kabupatenhuvudort i Indonesien.   Den ligger i provinsen Jawa Timur, i den sydvästra delen av landet, 800 km öster om huvudstaden Jakarta. Jember ligger 86 meter över havet och antalet invånare är 298 585.
Terrängen runt Jember är platt åt sydost, men åt nordväst är den kuperad. Runt Jember är det tätbefolkat, med 659 invånare per kvadratkilometer. Det finns inga andra samhällen i närheten. Trakten runt Jember består till största delen av jordbruksmark.